# گلادیگاو
گلادیگاو (به آلمانی: Gladigau) یک منطقهٔ مسکونی در آلمان است که در استربورگ (آلتمارک) واقع شده‌است. گلادیگاو ۳۶۹ نفر جمعیت دارد.